# آزمایش هسته‌ای کره شمالی (ژانویه ۲۰۱۶)
کره شمالی چهارمین انفجار هسته ای خود را در ۶ ژانویه ۲۰۱۶ در ساعت ۱۰:۰۰:۰۱ یوتی‌سی ۸:۳۰+ در سایت آزمایش هسته‌ای پونگی-ری به صورت زیرزمینی انجام داد. سازمان زمین‌شناسی ایالات متحده آمریکا از وقوع زمین لرزه ای به بزرگی ۵٫۱ ریشتر از این محل خبر داد. مرکز شبکه‌های زلزله چین شدت آن را ۴٫۹ ریشتر گزارش کرده است.
رسانه‌های کره شمالی اعلام کردند که این کشور یک بمب هیدروژنی را در «دفاع از خود در برابر آمریکا» با موفقیت آزمایش کرده است. با این حال، کارشناسان مستقل و مقامات و آژانس‌ها در کره جنوبی ادعاهای کره شمالی را زیر سؤال بردند و ادعا کردند که این دستگاه احتمالاً یک بمب شکافت مانند یک سلاح شکافت تقویت‌شده بوده است. چنین تسلیحاتی از همجوشی هیدروژنی برای تولید کلاهک‌های کوچک‌تر و سبک‌تر مناسب برای تسلیح یک دستگاه حمل‌کننده مانند موشک، به جای دستیابی به قدرت مخرب یک بمب هیدروژنی واقعی استفاده می‌کنند.